# Zbyněk Stanjura
Zbyněk Stanjura (* 15. února 1964 Opava) je český politik, od prosince 2021 ministr financí ČR ve vládě Petra Fialy, v letech 2012 až 2013 ministr dopravy ČR v Nečasově vládě, od roku 2010 poslanec Poslanecké sněmovny PČR a v letech 2011 až 2021 s přestávkou v době vládního angažmá i předseda Poslaneckého klubu ODS. Od roku 2020 je též 1. místopředsedou ODS, v letech 2000 až 2011 byl zastupitelem Moravskoslezského kraje a v letech 2002 až 2010 primátor Opavy.

## Vzdělání
Vystudoval gymnázium v Opavě, dále pokračoval na elektrotechnické fakultě VUT Brno, obor elektronické počítače. Většinu svého dětství prožil v opavské městské části Malé Hoštice.

## Politická kariéra
V letech 2002–2010 byl primátorem Opavy. Od roku 2000 do roku 2011 byl zastupitelem Moravskoslezského kraje a v letech 2000–2008 byl členem rady kraje. V uvedených letech také předsedal klubu krajských zastupitelů zvolených za ODS. Je členem Výkonné rady ODS z titulu funkce předsedy poslaneckého klubu. V letech 2000–2017 byl předsedou Regionálního sdružení ODS Moravskoslezského kraje. V roce 2017 již v rámci primárek kandidoval pouze na místopředsednický post, který v březnu 2017 na regionálním sněmu také získal. Byl místopředsedou Svazu měst a obcí České republiky a také předsedou Euroregionu Silesia.
Do Poslanecké sněmovny Parlamentu České republiky byl zvolen ve volbách 2010 v Moravskoslezském kraji ze čtvrtého místa kandidátky. V komunálních volbách v říjnu 2010 ODS v Opavě pod Stanjurovým vedením získala jen 9 mandátů v pětačtyřicetičlenném zastupitelstvu a po letech ve vedení města skončila v opozici. Dne 11. května 2011 byl zvolen předsedou poslaneckého klubu ODS. Po parlamentních volbách v roce 2013 a 2017 funkci obhájil.
Ve volbách do Poslanecké sněmovny PČR v roce 2013 kandidoval v Moravskoslezském kraji jako lídr ODS a byl zvolen poslancem. Na začátku listopadu 2013 pak byl zvolen předsedou Poslaneckého klubu ODS.
V komunálních volbách v roce 2014 se pokoušel obhájit za ODS post zastupitele města Opavy, ale neuspěl (stal se pouze prvním náhradníkem).
Ve volbách do Poslanecké sněmovny PČR v roce 2017 byl lídrem ODS v Moravskoslezském kraji a šéfem (předsedou volebního štábu) volební kampaně občanských demokratů. Získal 3 648 preferenčních hlasů a obhájil mandát poslance. 24. října 2017 se stal staronovým předsedou Poslaneckého klubu ODS.
Na 29. kongresu ODS v Praze v lednu 2020 byl zvolen 1. místopředsedou strany. Získal 322 z 500 odevzdaných hlasů. Jeho předchůdkyní ve funkci byla Alexandra Udženija.
Ve volbách do Poslanecké sněmovny PČR v roce 2021 byl z pozice člena ODS lídrem kandidátky koalice SPOLU (tj. ODS, KDU-ČSL a TOP 09) v Moravskoslezském kraji a byl opět zvolen poslancem. Následně se opět stal předsedou Poslaneckého klubu ODS. Funkci opustil v prosinci 2021, nahradil jej v ní Marek Benda.
V listopadu 2021 se stal kandidátem ODS na post ministra financí ČR ve vznikající vládě Petra Fialy (tj. koalice SPOLU a PirSTAN). V polovině prosince 2021 jej do funkce prezident ČR Miloš Zeman jmenoval, a to na zámku v Lánech.
Na 30. kongresu ODS v dubnu 2022 získal 477 z 525 odevzdaných hlasů, čímž obhájil funkci prvního místopředsedy strany. Se ziskem 383 hlasů od 527 přítomných delegátů funkci obhájil také na 31. kongresu strany v dubnu 2024.
Ve volbách do Poslanecké sněmovny PČR v roce 2025 je z pozice člena ODS lídrem koalice SPOLU (tj. ODS, KDU-ČSL a TOP 09) v Moravskoslezském kraji. Během předvolební kampaně na něj v červnu 2025 jeden z občanů v Kopřivnici hodil síťovkou plnou vajec, načež byl na místě zadržen. Během kampaně v srpnu 2025 byl kvůli zdravotním problémům převezen do nemocnice.

## Kritika
Do roku 2007, tedy i v době kdy byl radním a později primátorem Opavy, vlastnil třetinový podíl ve firmě Eskon, i když tvrdil, že jej prodal již v roce 2002. Firma získávala zakázky i od města Opavy. Od roku 2007 je jedinou vlastnicí Eskonu Stanjurova manželka Hana Malurová. Server Aktuálně.cz dával prodej podílu ve firmě manželce do souvislosti s tehdy schváleným zákonem o majetkovém přiznání, který nařizoval primátorům zveřejňovat své majetkové poměry. Eskon v minulosti nezveřejňoval informace v obchodním rejstříku, nesplnění povinnosti zdůvodňoval administrativním nedopatřením. Výroční zprávy byly v roce 2011 dodatečně zveřejněny. V době Stanjurova působení v čele opavského magistrátu byl jeho tehdy jedenasedmdesátiletý otec Vilibald Stanjura jednatelem městské firmy Technické služby. Jako jednatel působil ve společnosti od roku 1995, tedy již 3 roky před tím, než se stal Zbyněk Stanjura zastupitelem města.